# Зорино (Костромская область)
Зорино — деревня в Мантуровском районе Костромской области, в составе Самыловского поселения. На уровне муниципального устройства входит в состав городского округа города Мантурово, до 2018 года входила в состав Самыловского сельского поселения Мантуровского муниципального района.

## История
В 1966 г. указом президиума ВС РСФСР деревня Ворово переименована в Зорино.

## Население
| 2008 | 2010 | 2014 |
| ---- | ---- | ---- |
| 62   | ↘46  | ↗61  |